# Fohnsdorf (Katastralgemeinde)
Fohnsdorf ist eine von sieben Katastralgemeinden der Gemeinde Fohnsdorf, die aus den Orten Dinsendorf und Fohnsdorf sowie einigen weiteren Einzelgehöften und Ansiedlungen besteht. Die 8,79 Quadratkilometer große Katastralgemeinde Fohnsdorf wird von 2712 Menschen bewohnt (Stand: 2023).

## Bevölkerung
Die Katastralgemeinde Fohnsdorf wird von 2712 Menschen bewohnt, im gleichnamigen Ort sind es 2721 Einwohner (Stand bei beiden: 2023).

## Geographie
| Dietersdorf | Rattenberg                                  | Rattenberg |
| Dietersdorf | Kompassrose, die auf Nachbargemeinden zeigt | Sillweg    |
| Hetzendorf  | Hetzendorf                                  | Aichdorf   |

Die westliche Südgrenze bildet der Pölsfluss, der untere Teil der Pöls, und grenzt somit die Katastralgemeinde Hetzendorf von der Katastralgemeinde Fohnsdorf ab. In diesem Bereich gehört die Gartengasse mit einigen Häusern zur Katastralgemeinde Fohnsdorf. Westlich der Katastralgemeinde Fohnsdorf liegt der Ort Wasendorf, der zur Katastralgemeinde Dietersdorf gehört. Ein Einzelgehöft sowie die Therme Fohnsdorf östlich von Wasendorf liegen in der Katastralgemeinde Fohnsdorf. Die Grenze verläuft danach östlich des Freibads Fohnsdorf, womit das Freibad in der Katastralgemeinde Dietersdorf liegt. Weiter in Richtung Norden bildet der Hochwiesenweg, ein Nord-Süd-Straßenzug, die Grenze zwischen den Katastralgemeinden Dietersdorf und Fohnsdorf. Am Bergrücken nördlich von Fohnsdorf gehören einige Einzelgehöfte zur Katastralgemeinde Fohnsdorf, der Bergrücken selbst bildet die Grenze zur Gemeinde Katastralgemeinde Rattenberg. Westlich grenzt die Katastralgemeinde Sillweg an, wobei das Gerinne 614815 die Grenze bildet. Südöstlich schließt die Katastralgemeinde Aichdorf an, zur Katastralgemeinde Fohnsdorf gehört ein Gewerbegebiet mit einigen Unternehmen und zur Katastralgemeinde Aichdorf das südöstlich gelegene Fahrsicherheitszentrum.
In der Katastralgemeinde Fohnsdorf liegt der Fohnsdorfer Berg auf 1299 m ü. A., an der Grenze zur Katastralgemeinde Rattenberg liegt der Hölzelkogel auf 1451 m ü. A. und auf der Grenze zur Katastralgemeinde Sillweg der Sillweger Berg auf 1257 m ü. A.. Gewässer sind der Fohnsdorferbach, der den Fohnsdorfer Graben durchfließt sowie der Winterbach, der den Wintergraben durchfließt und in den Fohnsdorferbach mündet. Auf dem Gebiet der Katastralgemeinde Fohnsdorf entspringt der Westliche Dinsendorferbach, der danach eine kurze Strecke in der Katastralgemeinde Sillweg zurücklegt. Der Fohnsdorferbach und der Westliche Dinsendorferbach münden in der Katastralgemeinde Aichdorf in den Pölsfluss, der danach die Pöls bildet. Weiters befinden sich einige unbenannte Gerinne auf dem Gebiet der Katastralgemeinde Fohnsdorf.
Die Katastralgemeinde Fohnsdorf ist auf die sechs Zählsprengel Fohnsdorf-Nordwest, Fohnsdorf-Ost-Dinsendorf, Fohnsdorf-Südwest, Fohnsdorf-Zentrum, Hetzendorf und Kumpitz aufgeteilt, wobei mehrere Zählsprengel nur zu einem kleinen Teil im Gebiet der Katastralgemeinde Fohnsdorf liegen.
In der Katastralgemeinde Fohnsdorf liegt das 16,18 Hektar große Naturschutzgebiet Klärteiche in Fohnsdorf, das die Klärteiche Fohnsdorf umfasst. Dieses Naturschutzgebiet umfasst eingedämmte Klärteiche, die fortgeschrittene Verlandungserscheinungen zeigen sowie eine Trockenfläche auf rohem Haldenboden. Das Gebiet gilt als ausgezeichnetes Bruthabitat. Vorkommende Arten sowie Über- und Unterfamilien sind unter anderem Bienenwolf, Sandlaufkäfer, Erzwespen und Ödlandschrecken. Die Fläche wurde am 15. November 1985 als Naturschutzgebiet festgelegt.